# Orange Empire Railway Museum
| Orange Empire Railway Museum | Orange Empire Railway Museum                      |
| ---------------------------- | ------------------------------------------------- |
| Museumseingang               |                                                   |
| Streckenverlauf              |                                                   |
| Streckenlänge:               | Dreischienengleis: 0,8 km Normalspurgleis: 2,4 km |
| Spurweite:                   | 1067 mm und 1435 mm                               |
|                              |                                                   |

Das Orange Empire Railway Museum (OERM, Fahrzeughalterkennzeichnung OERX) ist ein Eisenbahnmuseum mit eigener Museumseisenbahn in der 2201 South A Street in Perris, Kalifornien.

## Geschichte
Das Museum wurde 1956 in der Pinacate Station als Orange Empire Trolley Museum gegründet. Die Sammlung konzentriert sich auf die Eisenbahngeschichte Südkaliforniens. Es beherbergt vor allem Fahrzeuge der Pacific Electric Railway, von denen viele nach dem Wegfall des Personenverkehrs von den Schrottplätzen gerettet wurden. 
An Wochenenden fahren meist entweder zwei historische Schmalspur-Straßenbahnen mit einer Spurweite von 1067 mm (3 Fuß 6 Zoll) von der Los Angeles Railway oder Normalspur-Straßenbahnen der Pacific Electric Railway mit einer Spurweite 1435 mm (4 Fuß 8½ Zoll) auf der 0,8 km (½ Meile) langen, mit einem Dreischienengleis ausgestatteten langen Rundstrecke. Auf der 2,4 km (1½ Meilen) langen Normalspurstrecke, die einst Teil der transkontinentalen Hauptverkehrsverbindung war, fährt gelegentlich ein von Dampf-, Diesel- oder Elektrolokomotiven gezogener Zug mit zu Personenwagen umgebauten offenen Güterwagen und mindestens zwei Cabooses auf einer früheren Strecke der Atchison, Topeka and Santa Fe Railway. Die Museumsbahnstrecke führt vom Südende des Museum nach Norden bis zur Kreuzung mit der BNSF Railway, an der auch das historische Perris-Depot an der State Route 74 steht. Die BNSF-Stichstrecke wird noch aktiv genutzt, aber die Eisenbahn gewährt OERM-Zügen die Erlaubnis, die Stichstrecke für besondere Veranstaltungen zu nutzen. An einigen Wochenenden fährt ein Pacific Electric Interurban "Red Car" auf der Hauptstrecke, aber die Elektrifizierung der Linie endet einen Block südlich des Depots.
Straßenbahnen und Lokomotiven werden rotierend ausgewählt. Das Museum unterhält eine betriebsfähige Dampflokomotive, die an jedem dritten Wochenende, von September bis Mai, sowie für bestimmte Ereignisse und Feiertage angeheizt wird. 

## Bemerkenswerte Exponate
- Die Schmalspur-Dampflokomotiven Emma Nevada und Chloe der Grizzly Flats Railroad des Disney-Trickfilmzeichners Ward Kimball.[2][3]
- Die EMD FP45 Diesellokomotive ATSF 98 von 1967 mit 3600 PS (2,7 MW), 20-Zylinder-Antriebsmotor und sechs Fahrmotoren war  mit einer Geschwindigkeit von mehr als 140 km/h für den schnellen Personenverkehr ausgelegt. Sie wird in betriebsbereitem Zustand gehalten und wird manchmal in nicht betriebseigenen Arbeitszügen eingesetzt.
- Die Southern Pacific 3100 ist eine betriebsbereite GE U25B Diesellokomotive aus dem Jahr 1963 in einem rot, weiß und blau Farbschema.
- Die Ventura County Railway #2 ist eine 1922 von Baldwin Locomotive Works 2-6-2-Dampflokomotive in betriebsbereitem Zustand. Sie wurde ursprünglich mit Kohle beheizt aber bald nach der Lieferung an ihren ursprünglichen Käufer, die Southern Pacific Railroad, für den Ölbetrieb umgebaut.

Außer den Schienenfahrzeugen gibt in den Werkstätten eine Sammlung industrieller Werkzeugmaschinen und Handwerkzeuge. Eine davon ist eine Blechschere, die von der Parker Manufacturing Company in Santa Monica, CA, hergestellt wurde. Als das Unternehmen nach dem Zweiten Weltkrieg eine Schere benötigte, gab es eine zweijährige Warteliste, um eine zu erhalten. Also entschied sich das kleine Unternehmen dafür, seine eigene Schere zu entwerfen und herzustellen. Aufgrund von Lieferengpässen in den umliegenden Gießereien wurde sie komplett aus Stahlplatten, d. h. ohne die damals üblichen Gussteile, hergestellt. Das Design war erfolgreich und wurde von anderen Kunden gewünscht, die Werkzeugmaschinen benötigten, so dass Parker in die Blechscherenproduktion diversifizierte. Das Museum stellt diese einzigartige Schere in seiner Remise Nr. 4 (Carhouse #4) aus.

## Fotogalerie

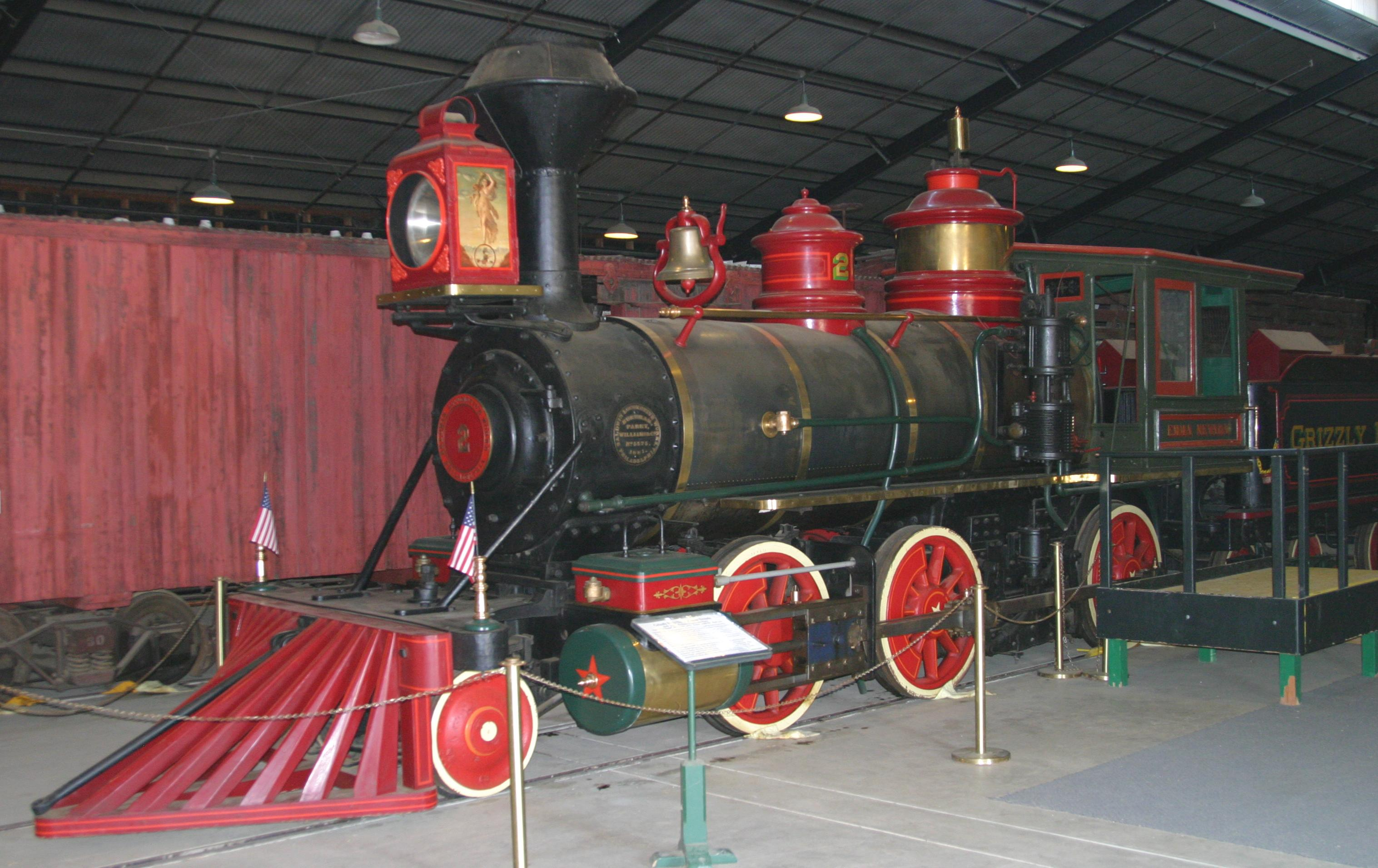
The Emma Nevada
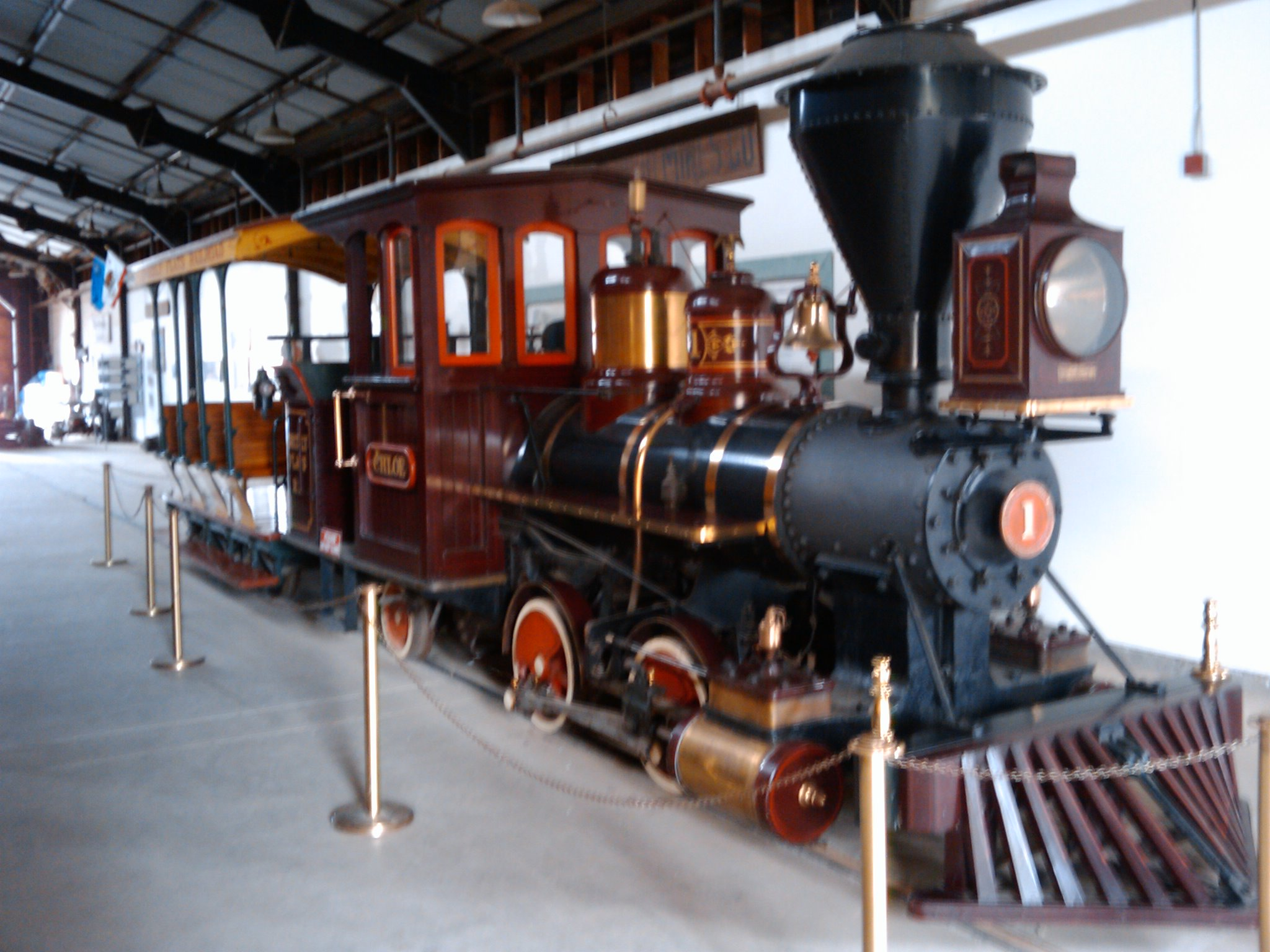
The Chloe
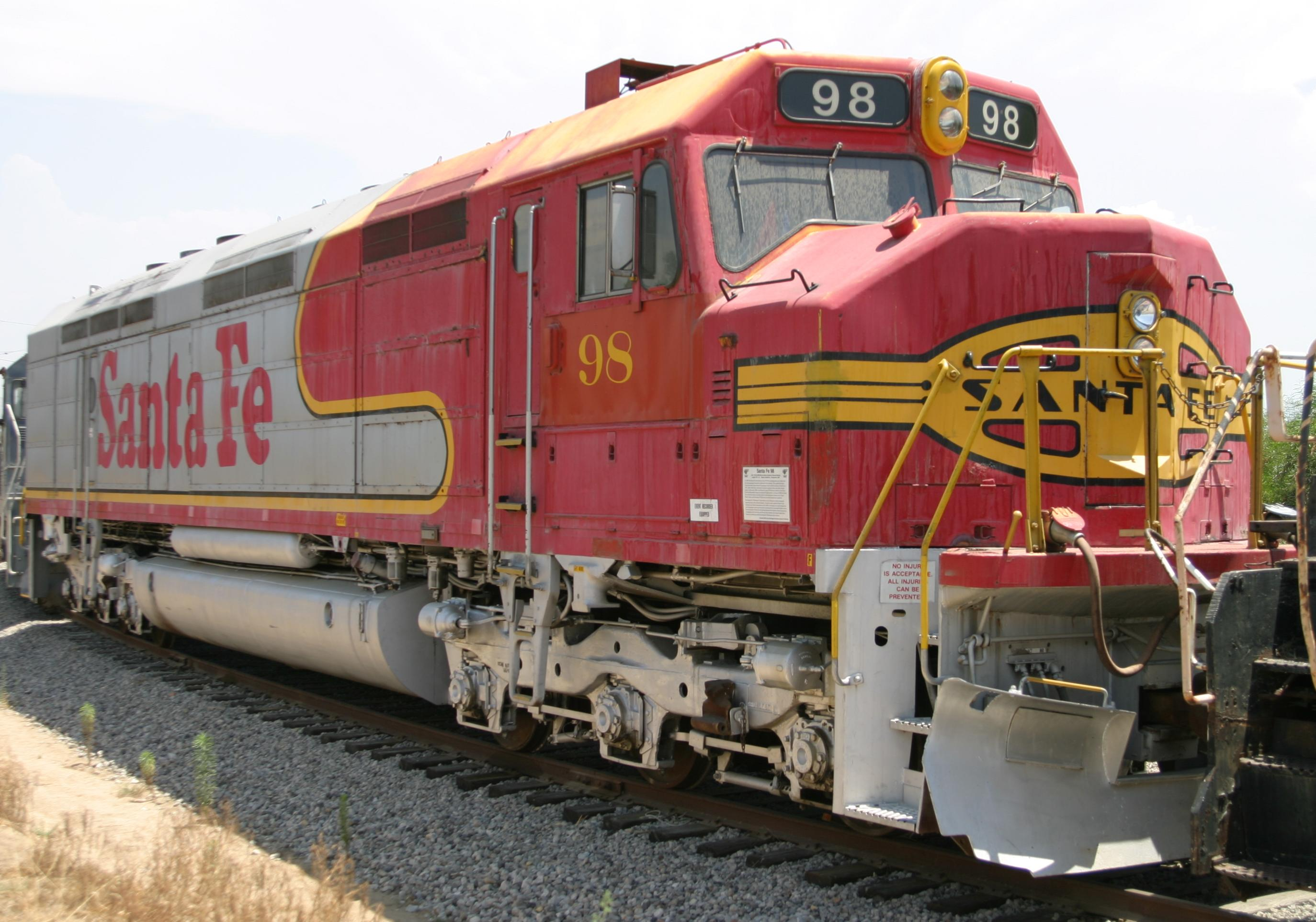
ATSF 98
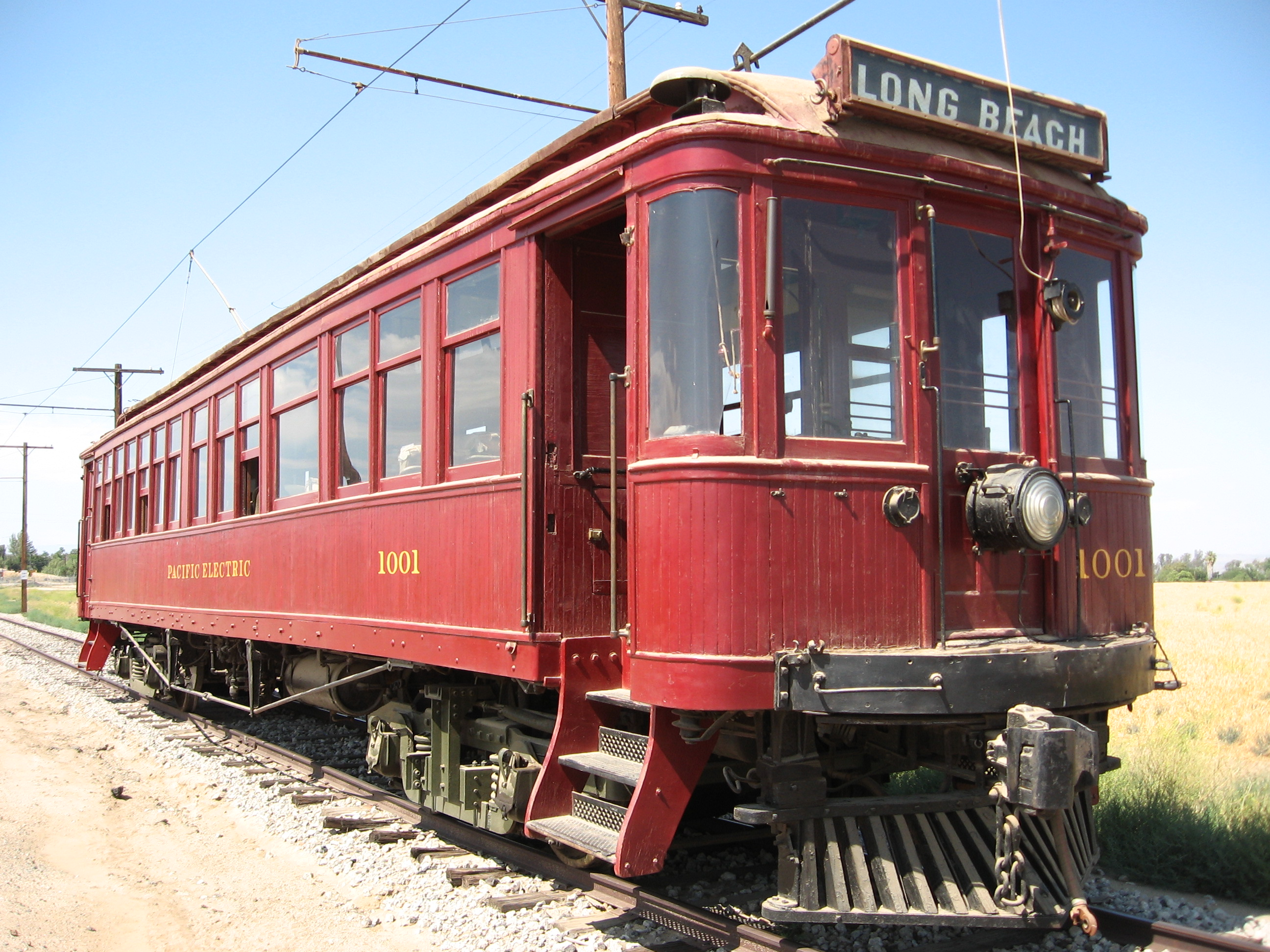
Pacific Electric 1001
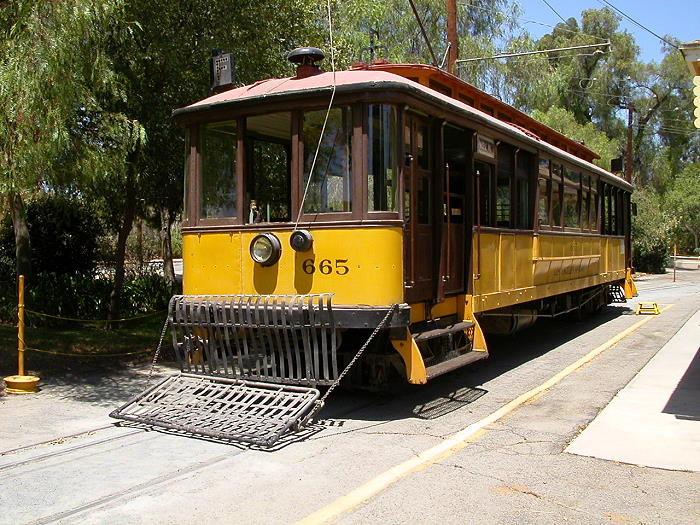
Ein California Car
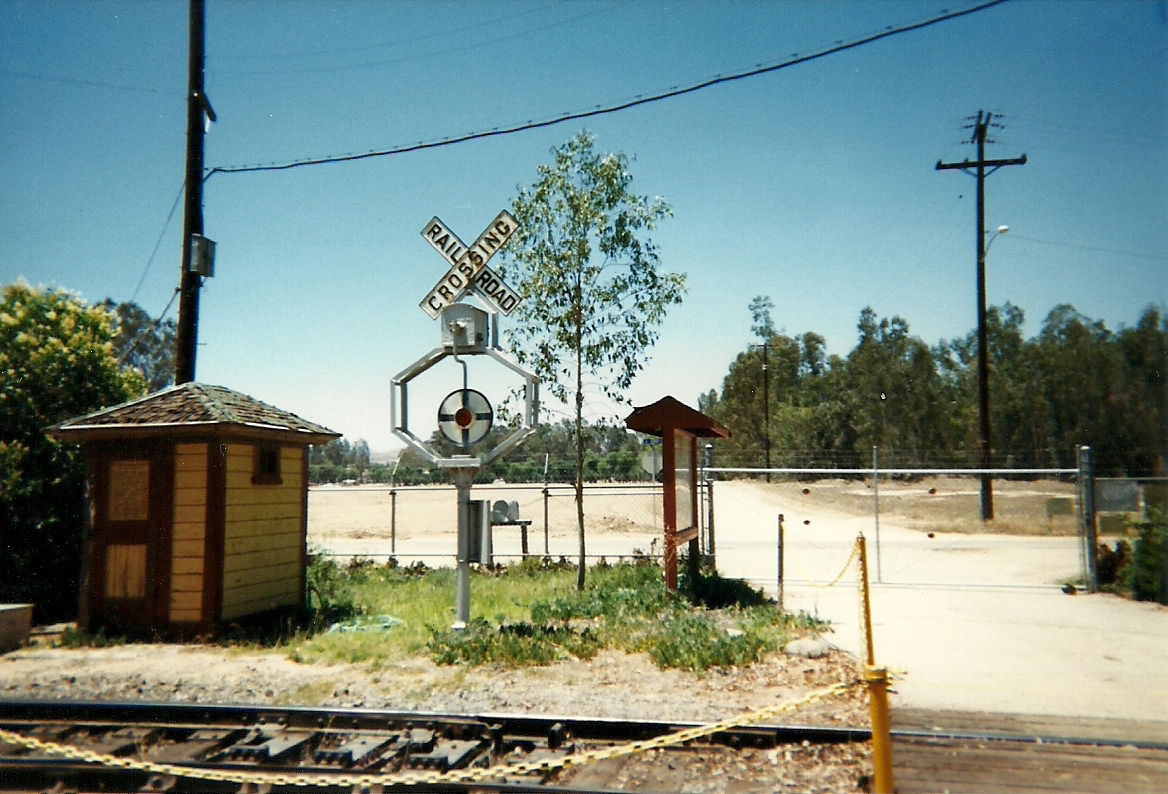
Peach-Basket-Bahnübergangssignal